# سان أغوستين دي يوزانيس
بلدية سانت أغوستي دي يوسانيس (بالكاتالانية: Sant Agustí de Lluçanès) هي إحدى بلديات مقاطعة برشلونة، والتي تقع في منطقة كاتالونيا، شرق إسبانيا.
يبلغ عدد سكانها 101 نسمة وفقاً لإحصائية سنة (2007).